# Place du Palais (Saint-Pétersbourg)

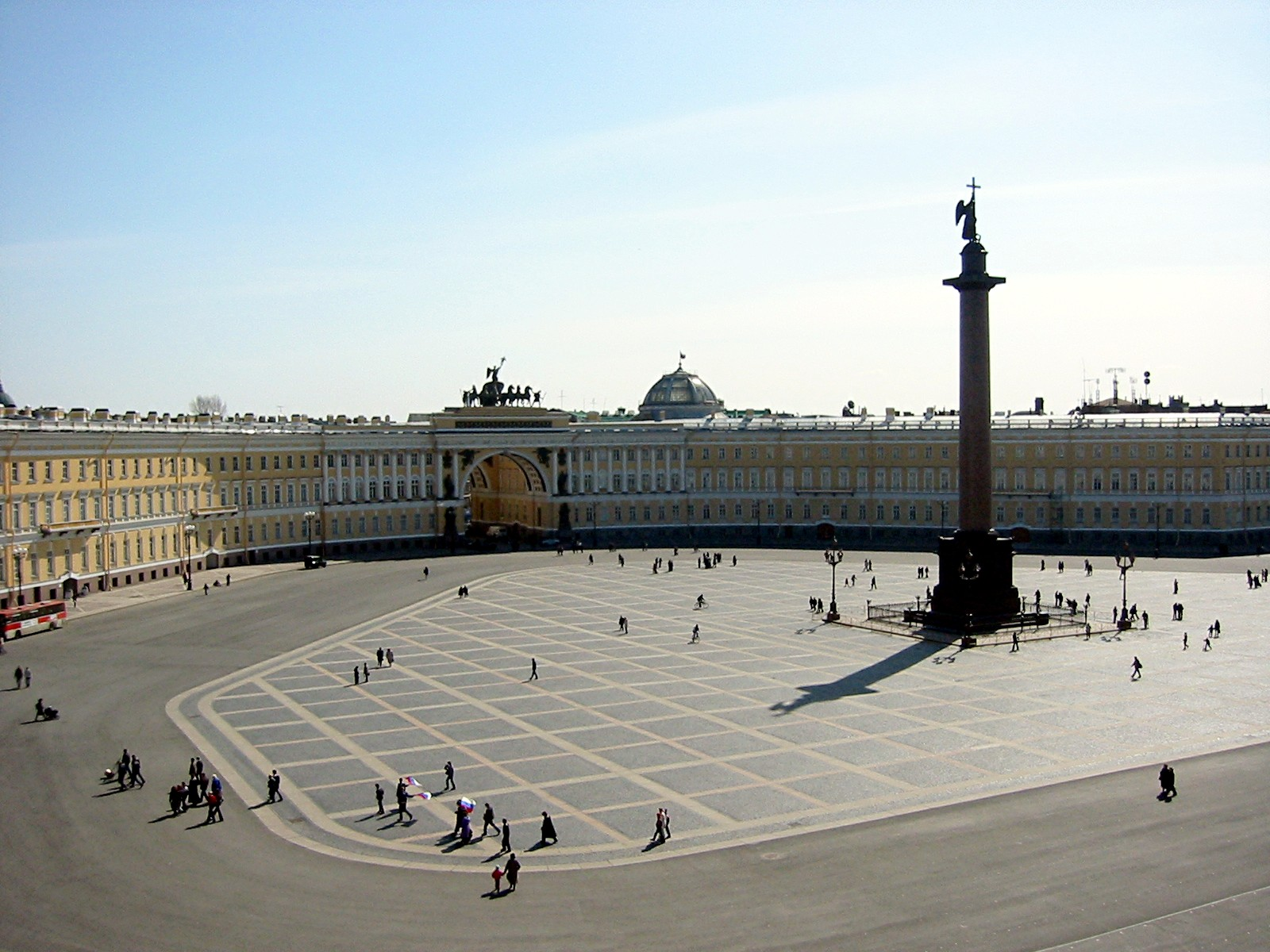
Vue sur la place du Palais et la colonne d'Alexandre depuis une fenêtre du palais d'Hiver (au fond: le palais de l'état-major)

La place du Palais (en russe : Дворцовая площадь, Dvortsovaïa Plochtchad) est une des principales places de la ville de Saint-Pétersbourg en Russie. Elle est située à l'extrémité nord de la perspective Nevski non loin du pont du Palais qui mène à l'île Vassilievski. La place a été le théâtre de plusieurs événements qui ont eu des répercussions sur l'histoire mondiale, en particulier le Dimanche rouge (1905) et la révolution d'Octobre (1917).

## Description
Le plus ancien des bâtiments encadrant la place est le palais d'Hiver, monument de style baroque édifié par les impératrices en 1754-1762 qui a donné son nom à la place. Bien que les autres bâtiments bordant la place soient de style classique, l'ensemble forme un tout harmonieux.
Le côté sud de la place qui fait face au Palais d'Hiver est en forme d'arc et a été conçue sur un plan de l'architecte Georg Friedrich Veldten, qui n'a pu être mis en œuvre qu'un demi-siècle plus tard, lorsque Alexandre Ier désireux de créer un monument à la mémoire de la victoire russe sur Napoléon, demanda à Carlo Rossi d'édifier le bâtiment dans le style Empire en forme d'arc pour abriter l'état-major. Le palais de l'état-major a été édifié en 1819-1821 et comprend en son centre un double arc de triomphe surmonté d'un quadrige romain.
Le centre de la place est occupé par la colonne d'Alexandre (1830-1834) de l'architecte Auguste de Montferrand. Elle a été édifiée pour commémorer la victoire d'Alexandre Ier sur les armées napoléoniennes. La colonne de 27 mètres constituée de granit rouge est surmontée d'un ange victorieux qui porte sa hauteur à 47 mètres. Pour son inauguration, on fit une parade de 120 000 hommes en présence de l'empereur Nicolas Ier et du prince héritier Guillaume de Prusse et tonner 248 canons pendant soixante-cinq minutes. 
À l'est de la place se dresse un bâtiment construit sous la direction d'Alexandre Brioullov pour abriter l'état-major de la Garde impériale (1837-1844). Le côté ouest donne sur la place de l'Amirauté.
C'est sur cette place qu'ont lieu les défilés militaires de la Victoire dans la Grande Guerre patriotique chaque 9 mai.